# 南部地方
南部地方（なんぶちほう）は、江戸時代に南部氏の所領だった地域。単に南部とも言う。
明治維新前までの陸奥国の北部を占め、現在の都道府県では、青森県の東半分、岩手県の北部および中部、秋田県北東部の一角という3県にまたがる広大な地域である。

## 歴史
南部氏は戦国時代には現在の青森県全域と岩手県の中部・北部とを所領としていたが、戦国末期に南部一族の津軽氏が反乱を起こして現在の青森県の西半分をもって独立し、江戸時代には津軽藩となった。この地域は南部地方には含めない。
江戸時代には南部氏の所領は南部藩となった。寛文5年（1665年）、八戸周辺を南部氏の傍系が治めて八戸藩となり、八戸藩以外の南部藩は文化14年（1817年）に盛岡藩に改称された。また、盛岡藩領内には支藩として七戸藩が存在した。複数の藩に分かれているものの、これら南部氏が治めた地域全体を南部地方と言う。

## 範囲と区分
この節では、江戸時代の伝統的な範囲と区分について述べる。
南部地方は大きく小南部（こなんぶ）と大南部（おおなんぶ）に分かれる。これらは古南部（こなんぶ）、新南部とも呼ばれる。これらの境界は、現在の青森・岩手県境に一致する。
小南部・古南部
青森県三戸郡、上北郡、下北郡。中心都市は八戸。南部地方 (青森県)参照。
大南部・新南部
岩手県岩手郡、閉伊郡、二戸郡、九戸郡、和賀郡、秋田県鹿角郡。中心都市は盛岡。

## 南部にちなんだ言葉
- 南部弁
- 南部人 - 南部地方の出身者
- 南部鉄器
- 南部町 (青森県)
- 南部富士 - 岩手山のこと
- 南部三山 - 岩手山、早池峰山、姫神岳
- 南部煎餅
- 南部バス - 岩手県北自動車南部支社のブランド名称および旧社名。
- 南部焼き - 肉や魚にゴマをつけて焼いた料理。

ちなみに、南部拳銃の南部は人名であり、南部地方とは無関係である。